# Enosis Neon Trast
El Enosis Neon Trast (grec: Ένωσις Νέων Τραστ, Jove Unió Trast) fou un club de futbol xipriota de la ciutat de Nicòsia.

## Història
Fundat el 1924, fou membre fundador de l'Associació Xipriota de Futbol i de la primera lliga i Copa xipriota de futbol el 1934/35. El Trast AC fou el primer campió d'ambdues competicions. Les dues següents temporades també guanyà la copa del país. L'any 1938 desaparegué per problemes financers.

## Palmarès
- Lliga xipriota de futbol (1): 1935
- Copa xipriota de futbol (3): 1934/35, 1935/36, 1937/38